# 屏襄门街道
屏襄门街道，是中华人民共和国湖北省襄阳市樊城区下辖的一个乡镇级行政单位。

## 行政区划
屏襄门街道下辖以下地区：
红光社区、肖家台社区、回龙寺社区、机坊街社区、丹江路社区、马道口社区、鹿角门社区、星火路社区、梯子口社区和泰安路社区。